# Choiny (województwo lubelskie)
Choiny – wieś w Polsce położona w województwie lubelskim, w powiecie świdnickim, w gminie Rybczewice.
| SIMC    | Nazwa | Rodzaj    |
| ------- | ----- | --------- |
| 0390254 | Felin | część wsi |

W latach 1975–1998 miejscowość administracyjnie należała do ówczesnego województwa lubelskiego.
Wieś jest sołectwem w gminie Rybczewice. Według Narodowego Spisu Powszechnego z roku 2011 wieś liczyła  mieszkańców.

## Historia
Miejscowość występuje w opisie Stryjna, [w:] Słownik geograficzny Królestwa Polskiego, t. XI: Sochaczew – Szlubowska Wola, Warszawa 1890, s. 439. jako przyległość Stryjna w dobrach tej nazwy.
Według spisu powszechnego z roku 1921 kolonia Choiny w gminie Rybczewice posiadała 21 domów zamieszkałych przez 148 mieszkańców.